# 烏夫秋加河 (北德維納河支流)
61°33′12″N 46°13′38″E / 61.55333°N 46.22722°E

烏夫秋加河是俄羅斯的河流，由阿爾漢格爾斯克州負責管轄，屬於北德維納河的右支流，河道全長236公里，流域面積約6,300平方公里，每年十月至翌年五月結冰。